# Васил Воденичарски
Васил Георгиев Воденичарски е участник в партизанското движение по време на Втората световна война. Партизанин от Партизански отряд „Гаврил Генов“. Български писател.

## Биография
Васил Воденичарски е роден на 12 януари 1918 г. в с. Хайредин, Врачанско. Учи в Оряховската гимназия. Изключен е от училището като деен член на РМС. Завършва Ломската гимназия.
Записва се за студент по педагогика в Софийския университет (1937). Деен член на БОНСС. Арестуван за участие в протестен студентски митинг пред Легацията на Чехословакия срещу нейното анексиране от Третия райх (1938).
Сътрудничи на вестници и списания – „Заря“, „Академик“, „Светлоструй“, „Култура“, „Млад кооператор“, „Литературен критик“. Издава книгите си „Равнината тръпне“ (1938), „Искри“ (1939), „Земя и хляб“ (1940).
В родното си село по време на ваканциите е сред организаторите на Младежката кооперативна група, Въздържателното дружество и вестник „Думба-лумба“. За представлението на пиесата „Житница“ отново е арестуван.
Участва в съпротивителното движение по време на Втората световна война. През септември 1941 г. е въдворен в лагера Еникьой. Освободен е на 6 ноември 1943 г. и преминава в нелегалност.
Партизанин от Партизански отряд „Гаврил Генов“. Загива като командир на партизанска група в ожесточения бой при с. Липница, Врачанско на 28 април 1944 г..
Произведенията му са издадени в сборник (Воденичарски В., Съчинения, С., 1964). Сред по-известните са:
- Равнината тръпне
- Искри
- Земя и хляб
- Синове
- Знамена
- Концлагера „Еникьой“
- разкази и др.

Съюзът на българските писатели и Община Хайредин учредяват национален литературен конкурс и ежегодна литературна награда „Васил Воденичарски“ за художествени произведения на социална тематика. Неговото име носи средно общообразователно училище в родното му село.